# Alan Wake 2
Alan Wake II é um jogo de survival horror desenvolvido pela Remedy Entertainment e publicado pela Epic Games Publishing. Uma sequência de Alan Wake (2010), o jogo foi lançado para PlayStation 5, Windows e Xbox Series X/S em 17 de outubro de 2023. A história segue o romancista de suspense best-seller Alan Wake, que está preso em uma dimensão alternativa há 13 anos, enquanto tenta escapar escrevendo uma história de terror envolvendo uma agente do FBI chamada Saga Anderson.

## Jogabilidade
Alan Wake II é um jogo de survival horror jogado de uma perspectiva de terceira pessoa. Os jogadores jogam como Alan Wake ou Saga Anderson em duas histórias single-player separadas, que podem ser jogadas em qualquer ordem que o jogador escolher; embora a sequência de abertura e a sequência final do jogo só possam ser jogadas como Saga e como Alan, respectivamente.
Wake e Anderson atravessam ambientes e lutam contra inimigos usando várias armas de fogo e uma lanterna, a última das quais pode ser "focada" para tornar os inimigos vulneráveis a ataques de armas de fogo. Focar a lanterna esgota sua bateria e os jogadores precisam usar estrategicamente uma quantidade limitada de baterias e munições para sobreviver.  Quando os inimigos estão próximos, Alan ou Saga podem realizar uma manobra de esquiva.
Alan Wake II incorpora elementos de detetive: ao jogar como Saga, os jogadores sempre podem pausar o jogo para acessar um espaço livre de inimigos apelidado de "Mind Place". Descrito pela Remedy como um "menu 3D", o Mind Place é uma representação visual dos pensamentos de Saga. No Mind Place, os jogadores gerenciam um pin board no qual podem conectar pistas para desvendar o mistério principal, bem como perfil personagens para coletar pistas.
Um elemento que retorna de Alan Wake são as páginas do manuscrito: os jogadores encontram páginas de um manuscrito que prenunciam os próximos eventos da história. Ao contrário do jogo anterior, Alan Wake II apresenta um sistema de árvore de diálogo.

## Premissa
13 anos após o escritor best-seller de terror Alan Wake desaparecer, uma série de assassinatos ritualísticos ocorre na cidade de Bright Falls, Washington.  Saga Anderson, uma agente do FBI, é enviada para Bright Falls para investigar os assassinatos, onde ela se vê envolvida em uma história de terror sobrenatural escrita por Wake para escapar de seu cativeiro.

## Desenvolvimento
A Remedy Entertainment lançou Alan Wake em 2010. A Remedy aprendeu com suas lições trabalhando em Max Payne e escreveu Alan Wake de uma forma que permite que uma história adicional seja contada por meio de sequências e parcelas adicionais. A equipe rapidamente começou a discutir ideias para uma sequência depois que Alan Wake foi lançado. A sequência continuaria a ter Alan Wake como protagonista, mas também exploraria as histórias dos personagens coadjuvantes, incluindo o amigo de Wake, Barry Wheeler, e a xerife Sarah Breaker. Um protótipo foi criado para mostrar a jogabilidade de Alan Wake 2 quando o estúdio estava mostrando o jogo para editores em potencial.  Novos inimigos e novas mecânicas de jogo, como a capacidade de reescrever a realidade, foram apresentados no protótipo. Narrativamente, será uma continuação direta de Alan Wake.  Por fim, a Remedy apresentou o projeto ao editor de Alan Wake Microsoft Studios. A Microsoft, no entanto, na época não estava interessada em uma sequência e, em vez disso, encarregou a Remedy de criar algo novo. Isso acabou se tornando Quantum Break, lançado em 2016. A maioria das ideias para Alan Wake 2 foi implementada em American Nightmare, uma continuação para download do jogo Alan Wake original.
Quando Quantum Break foi anunciado, Sam Lake explicou que uma sequência de Alan Wake havia sido adiada e que Alan Wake não tinha sucesso financeiro suficiente para receber o financiamento necessário para continuar desenvolvendo a sequência na época. O diretor de comunicações Thomas Puha afirmou em abril de 2019 que a Remedy havia retornado brevemente ao trabalho em uma propriedade de Alan Wake cerca de dois anos antes, mas o esforço não deu certo, e a empresa está atualmente reservada para os próximos anos, em seu novo jogo Control, apoiando Smilegate em seu jogo CrossfireX e outro novo projeto.  Puha disse que o único fator limitado para eles trabalharem em uma sequência de Alan Wake era "tempo, dinheiro e recursos". Apesar disso, Lake continuou a fazer parte de uma equipe da Remedy para debater ideias e trabalhar em diferentes encarnações para Alan Wake II. Internamente, o projeto recebeu o codinome "Projeto Peixe Grande", o que representou sua importância e significado para a Remedy. No segundo pacote de conteúdo para download para Control, o próximo jogo da Remedy após Quantum Break, Alan Wake foi apresentado como um personagem.  De acordo com a Remedy, Control estabeleceu o "Remedy Connected Universe" que é compartilhado por Control e Alan Wake, e que o próximo jogo lançado pelo estúdio também será ambientado neste universo.
De acordo com Sam Lake, o jogo será alimentado pelo próprio Northlight Engine da Remedy, que anteriormente alimentava o Quantum Break and Control.  Lake também afirmou que Alan Wake II será um jogo de survival horror, ao contrário de Alan Wake, que Lake disse ser "um jogo de ação com elementos de terror", embora não tenha explicado a diferença entre os dois.  Lake acrescentou ainda que os jogadores não precisarão jogar os jogos anteriores para entender Alan Wake II. A Remedy confirmou que o jogo permaneceria na perspectiva de terceira pessoa apesar da mudança para survival horror, e que ambos Ilkka Villi e Matthew Porretta retornariam para fornecer a aparência e a voz de Alan, respectivamente.

### Liberar
Em julho de 2018, o CEO da Remedy, Tero Virtala, afirmou que quaisquer outras sequências de Alan Wake exigiriam a aprovação da Microsoft Studios como detentora dos direitos de publicação, embora a Remedy detenha todos os outros IPs. Em julho de 2019, a Remedy adquiriu totalmente os direitos de Alan Wake da Microsoft, incluindo um pagamento único de royalties de cerca de 2,5 milhões € pelas vendas anteriores da série de jogos, o que ajudou a abrir caminho para uma sequência. Em 2021, foi anunciado que a Remedy havia assinado com a Epic Games Publishing para o lançamento de dois jogos. A Remedy lançou Alan Wake Remastered em outubro de 2021 como o primeiro jogo desta parceria, enquanto o jogo triple-A foi revelado como sendo Alan Wake II quando o jogo foi oficialmente anunciado em the Game Awards 2021. Pacotes gratuitos de conteúdo para download e duas expansões pagas, intituladas Night Springs e Lake House, serão lançadas após o lançamento inicial do jogo. Em maio de 2023, foi anunciado que Alan Wake II seria um lançamento apenas digital, com Remedy racionalizando que muitos jogadores já haviam mudado para comprar jogos apenas digitalmente, então eles queriam garantir que o jogo mantivesse um preço baixo e não queriam que exigisse um download separado, mesmo que uma versão física fosse lançada.

### Recepção
Alan Wake 2 teve um desempenho misto. Embora tenha sido amplamente elogiado pela crítica "especializada" e considerado um dos melhores jogos de 2023, não caiu nas graças da comunidade. O jogo teve um orçamento de 70 milhões de euros, incluindo 50 milhões para desenvolvimento e 20 milhões para marketing. Apesar de vender mais de 1,3 milhões de cópias em poucos meses, o jogo ainda não conseguiu recuperar todos os custos de desenvolvimento e marketing. Além disso, alguns jogadores expressaram decepção com certos aspectos do jogo, como o ritmo da história e a falta de charme em comparação com o primeiro jogo. A Remedy Entertainment ainda não conseguiu gerar royalties significativos com Alan Wake 2, o que contribuiu para a percepção de fracasso financeiro.